# ريك كيلي
ريك كيلي (بالإنجليزية: Rick Kelly)‏ هو سائق سيارة سباق أسترالي، ولد في 17 يناير 1983 في ميلدورا في أستراليا.

## معرض صور

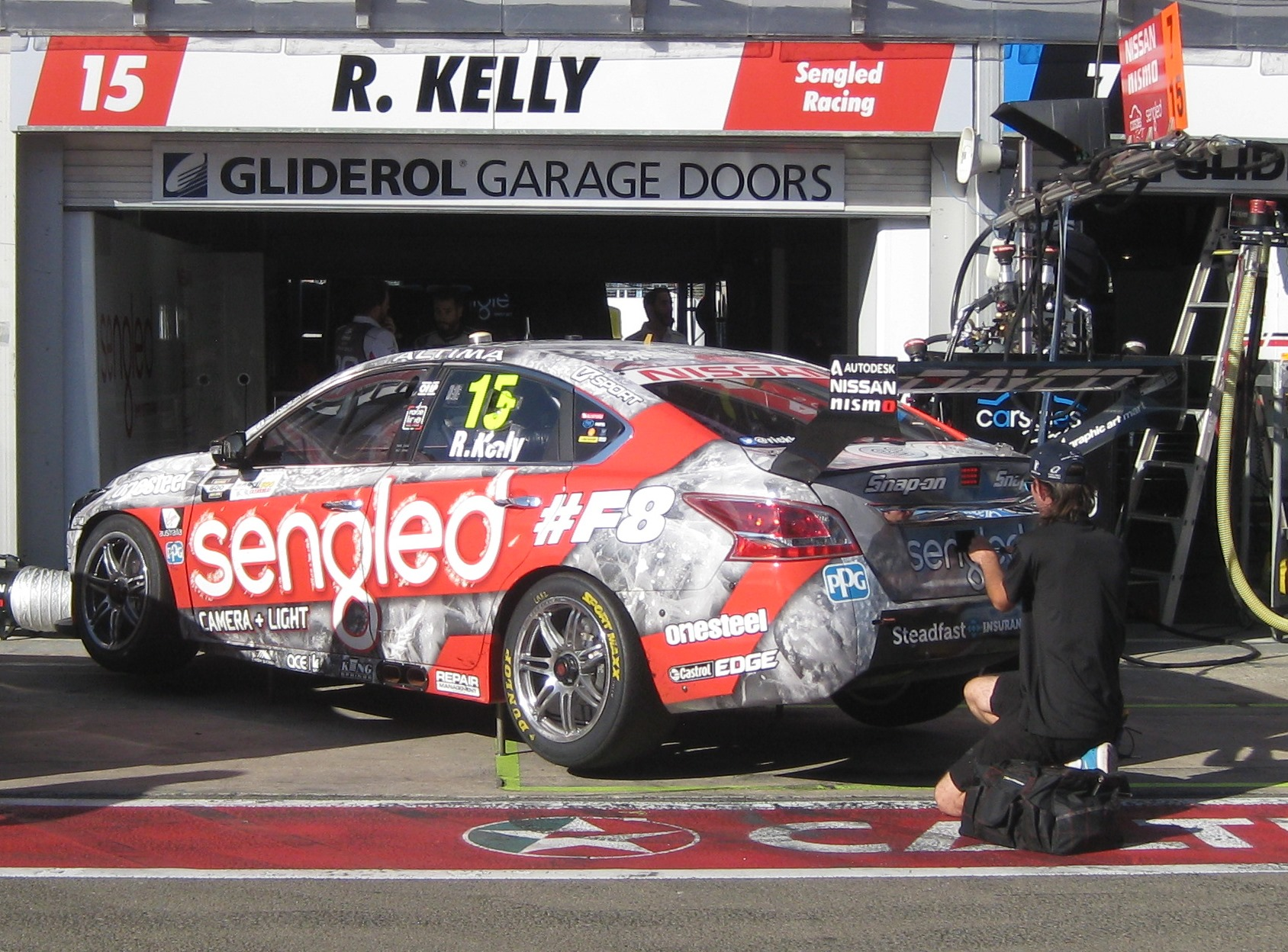
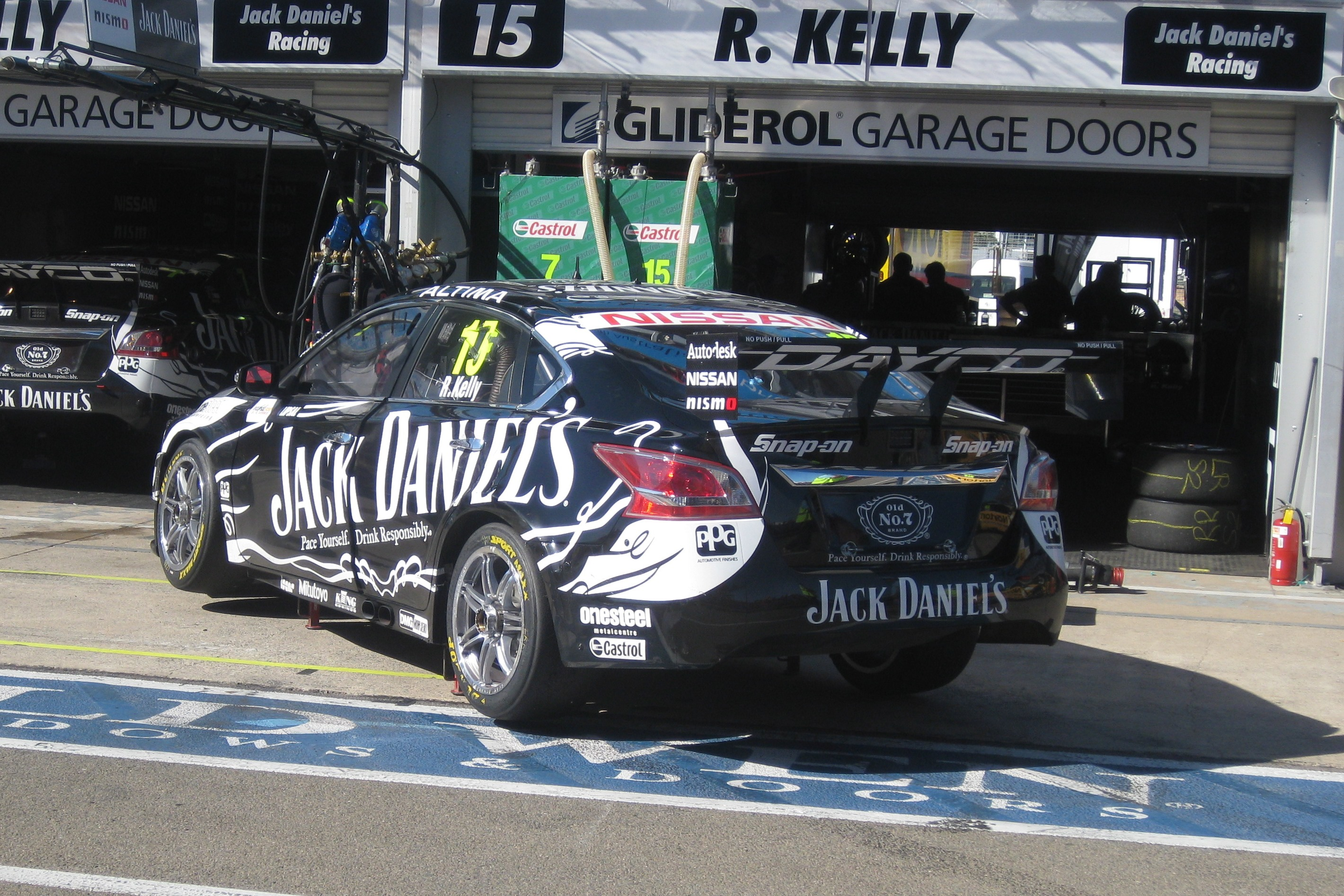
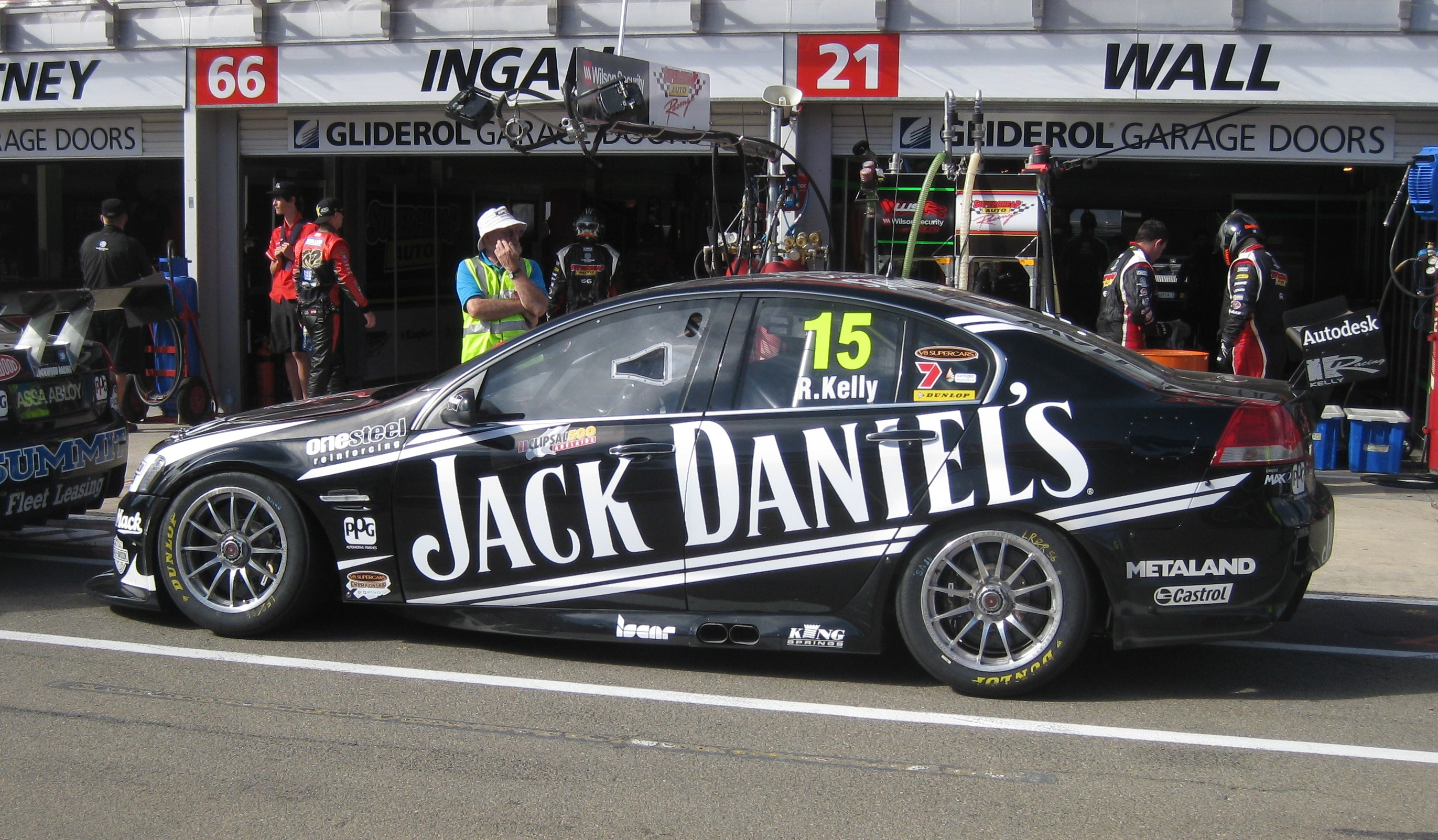
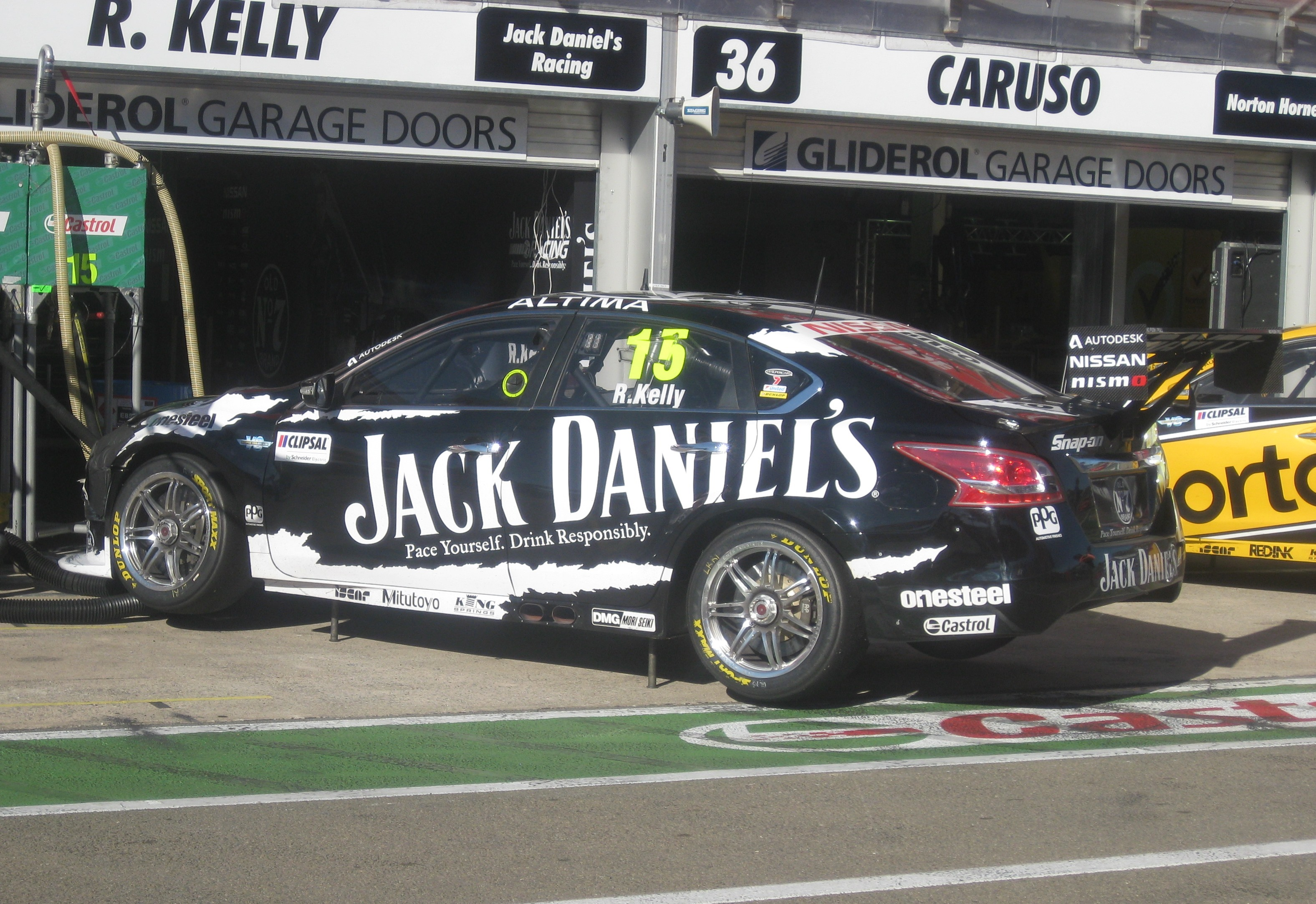

## روابط خارجية
- ريك كيلي على موقع Racing-Reference.info (الإنجليزية)
- ريك كيلي على موقع DriverDB.com (الإنجليزية)